# اچ‌ام‌اس پاترولر (دی۰۷)
اچ‌ام‌اس پاترولر (دی۰۷) (به انگلیسی: HMS Patroller (D07)) یک کشتی بود که طول آن ۴۹۲ فوت ۳ اینچ (۱۵۰٫۰ متر) بود. این کشتی در سال ۱۹۴۳ ساخته شد.